# Joko Widodo
Joko Widodo   (Surakarta, 21 de juny de 1961) és l'antic President d'Indonèsia. Ja havia estat alcalde de Surakarta i governador de la capital, Jakarta; i arribà a la presidència del país després de derrotar Prabowo Subianto a les eleccions presidencials. Prengué possessió del càrrec el 20 d'octubre de 2014, substituint l'antic president Susilo Bambang Yudhoyono.